# Donepezil
Donepezilul (cu denumirea comercială Aricept, printre altele) este un medicament care acționează ca inhibitor al acetilcolinesterazei, fiind utilizat în tratamentul simptomatic al bolii Alzheimer, în forma ușoară sau moderată. Căile de administrare disponibile sunt cea orală și transdermică.
Donepezilul a fost aprobat pentru uz medical în Statele Unite ale Americii în anul 1996. Este disponibil sub formă de medicament generic.